# برومثيوس في الأغلال

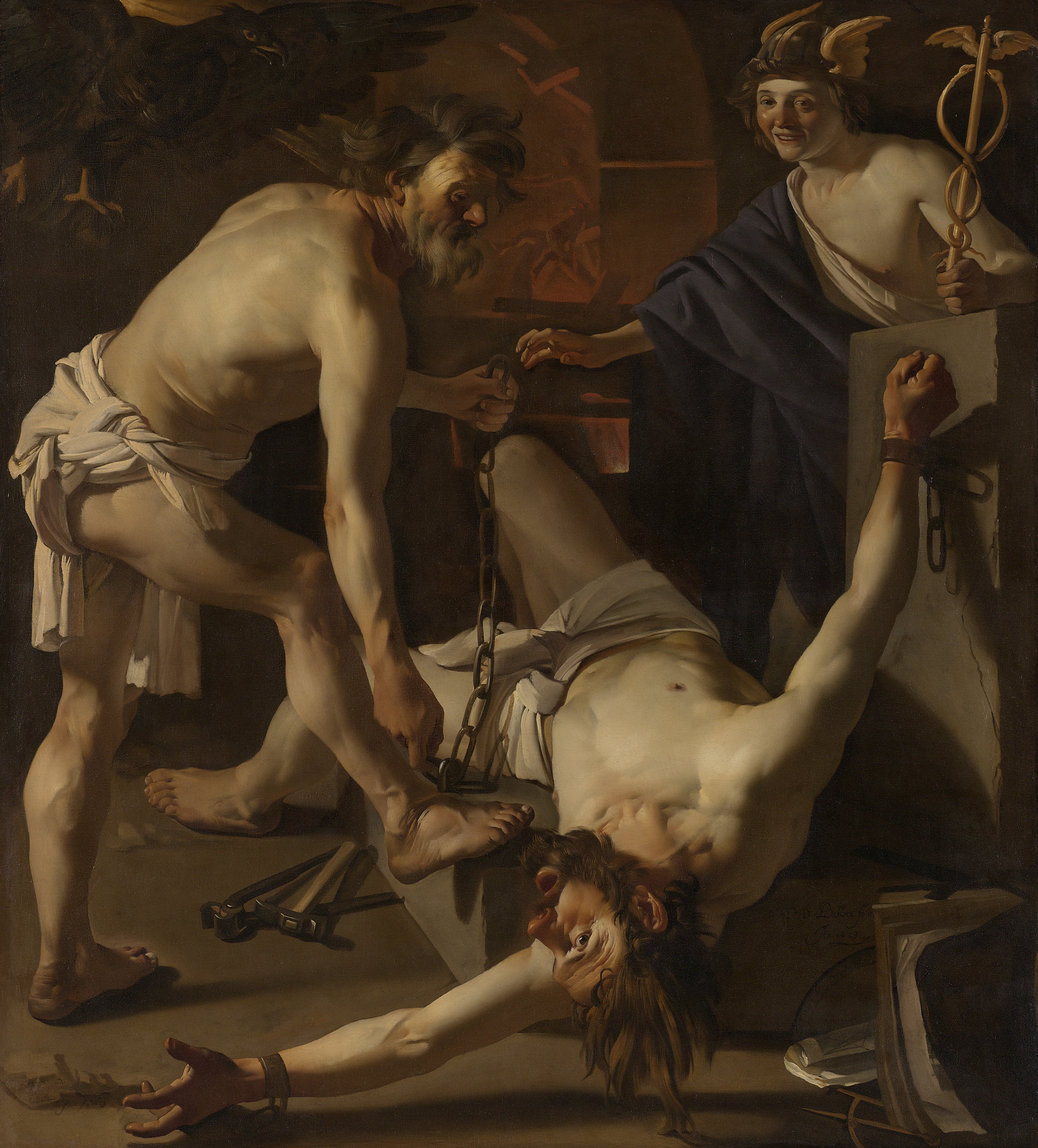
فايستوس يقيد برومثيوس بربشة ديرك فان بابورن

برومثيوس في الأغلال أو برومثيوس مقيدًا أو مغلولاً (باليونانية: Προμηθεύς Δεσμώτης)‏ هي مأساة إغريقية تنسب إلى إسخيلوس لكن بعض الباحثين يشككون في نسبها إليه ويزعمون أنها من تأليف مؤلف آخر، رغم هذه الشكوك لا يزال نسبها إلى إسخيلوس معتقد سائد. المسرحية مستوحاة من أسطورة برومثيوس، أحد الجبابرة عاقبه زيوس لمنحه النار للبشرية.
كانت «بروميثيوس مغلولًا» العمل الأول ضمن ثلاثية ضمت كذلك مسرحيتي «بروميثيوس محررًا» و«بروميثيوس حامل النار»، ولم تصلنا أي منهما. وبسبب فقدان الجزأين الأخيرين من الثلاثية، من الصعب تحديد المغزى الأصلي الذي أراده الكاتب من العمل ككل، ولقد ازداد تعقيد هذه المشكلة لكون تاريخ وضع الثلاثية مجهولًا. يوحي ذكرٌ (الأسطر 363-372) لثوران جبل إتنا عام 479 أن تاريخ تأليف مسرحية «بروميثيوس مغلولًا» يرجع إلى ما بعد هذه الحادثة، غير أن الباحثين –في ما عدا ذلك- لا يستطيعون الاتفاق على ما إن كانت المرحلة التي كُتبت المسرحية فيها مبكرة أم متأخرة ضمن مسيرة إسخيلوس، أو حتى ما إن كانت عملًا مبتكرًا أصيلًا وضعه إسخيلوس.
على الرغم من أسبقية وصول كتّاب آخرون مسرحيون للتراجيديا والميثولوجيا المسرحية قبل اسخيليوس، لكنه كان ضمن أول ثالوث عظيم من الكتّاب وهم اسخيليوس وسوفوكليس ويورييدس، حيث قدموا مآسٍ مسرحية عظيمة تنوعت بين 32 نسخة ونجت من الفناء ووصلت إلى عصرنا الحديث. بروميثيوس مقيدًا هي المسرحية الأولى للثلاثية، حيث لم يتبق سوى شظايا من المسرحيتين الأخريين في دورات ديونيزيا وكانت تسمى الثلاثية كاملةً بـ «بروميثيا». كان الآلاف من الجمهور الاغريقي يحضرون الثلاثية بأكملها في يومٍ واحد، وحصل اسخيليوس على جوائز أكثر من غيره.
حسب تعريف ارسطو تعتبر مسرحية بروميثيوس مقيدًا ميثولوجيا لأنها تمثل صراعًا بين الآلهة والآلهة. كُتبت بروميثيوس مقيدًا قبل حوالي 463 عامًا قبل الميلاد، وهي إحدى تراجيديات ايسخيليوس العظيمة، تُعرف المسرحية من حيث نوعها بوصفها تجمع بين كلاً من التراجيديا والميثولوجيا الاغريقية. مُثلت المسرحية ب ضمن مهرجانٍ مسرحي اغريقي يُسمى ديونيزيا العُظمى، كان مهرجاناً سنويًا للكتابة المسرحية ومسابقةً يُقام فيها تكريمًا لديونيسوس إله النبيذ والخصوبة.

## لمحة موجزة
تكاد المسرحية تتألف بأكملها من الحوارات ولا تحتوي إلا قدرًا ضئيلًا من الحركة لكون بطلها مغلولًا وغير قادر على التحرك بحرية. في البداية، يقيد كل من كراتوس (القوة) وبيا (العنف) وإله الحدادة هيفيستوس الجبارَ بروميثيوس إلى جبل في القوقاز، وهيفيستوس هو وحده الذي يظهر ترددًا وشفقة، ثم يغادر. وفقًا للمؤلف، فإن بروميثيوس لا يتلقى العقاب لقاء سرقة النار وحسب، بل كذلك بسبب إحباطه لخطة زيوس الساعية إلى إبادة النوع البشري. والعقوبة مثيرة للسخط على نحو خاص لأن بروميثيوس كان عنصرًا حاسمًا في انتصار زيوس ضمن حرب الجبابرة.
تظهر جوقة من حوريات الأوقيانيد ويحاولن مؤاساة بروميثيوس من خلال التحادث معه، فيخبرهن بروميثيوس بغموض واقتضاب أنه يعرف بشأن زيجة محتملة يمكن لها أن تؤدي إلى سقوط زيوس. يُظهر أوقيانوس، وهو أحد الجبابرة ووالد حوريات الأوقيانيد، حنوًا نحو بروميثيوس ويحثه على الصلح مع زيوس. يقول بروميثيوس للجوقة إن وهب النار للبشرية لم يكن إحسانه الوحيد، فضمن ما يسمى «فهرس الفنون» (447-506)، يكشف أنه علّم البشر كل الفنون الحضارية، مثل الكتابة والطب والرياضيات وعلم الفلك وعلم الفلزات والعمارة والزراعة.
بعد ذلك يتلقى بروميثيوس زيارة من آيو، وهي فتاة بشرية تتعرض للمطاردة من قبل زيوس الشهواني؛ لقد حولها الأولمبي إلى بقرة، وطاردتها ذبابة (نعرة) -أرسلتها هيرا زوجة زيوس- طوال الطريق من آرغوس. يتنبأ بروميثيوس بجولات آيو المستقبلية، فيخبرها أن زيوس سينهي تعذيبها آخر الأمر في مصر، حيث ستحمل ابنًا يسمى إبافوس. ويقول إن واحدًا من سلالة نسلها (هرقل) سيحرره من عذابه بعد ثلاثة عشر جيلًا.وأخيرًا، يرسل زيوس الساخط هيرميز رسول الآلهة ليطالب بروميثيوس بإخباره عمن يهدد بالإطاحة به. يرفض بروميثيوس ذلك، فيضربه زيوس بصاعقة تلقي به إلى الهاوية.
في بروميثيوس مقيدًا كان بروميثيوس شخصيةً مخادعةً ذكيةً أكثر من كونها بطلًا مأساويًا، حيث يعطي بروميثيوس زيوس أكثر من مجرد سبب لغضبه، إذ يذل بروميثيوس زيوس بخدعه ليقبل من البشر تضحية بدهن الثور وعظامه بدلاً من اللحم. هذا يجعل زيوس غاضبًا جدًا لدرجة أنه يزيل قوة النار من البشر. في وقت لاحق يتسلل بروميثيوس مرة أخرى. عقاب زيوس له ليس فقط من أجل سود استخدام النار. بل إنه من أجل فعل بروميثيوس في خداعه لاختيار التضحية الأقل، وهو ما يمثل تحديًا لسلطته.
تُعتبر شخصية بروميثيوس هي البطل المأساوي في المسرحية حيث زيوس ضد زملائه الجبابرة فقط ليتم معاقبتهم لإطلاق النار على البشر. يوضح بروميثيوس قيمة الفكر والمعرفة في التقدم وكذلك في معارضة واعتدال القوة الاستبدادية. إنه مثال نادر للبطل المأساوي اليوناني الذي تكره أخطائه، مثل الكبرياء المفرط والعناد. يعارض بروميثيوس زيوس بسبب غضبه من عقوبته، مدعومًا بغضبه بسبب سوء معاملة إخوته وآيو. كما أنه مدفوع إلى المعارضة من خلال الإيمان بصداقة القيمة. صداقته للإنسانية هي سبب عقوبته، لكنه يرى عدم قدرة زيوس على إدراك أهمية الصداقة على نفس القدر من الأهمية. يُظهر بروميثيوس أنه إذا كان العقل والقوة لا يستطيعان العمل معًا، فيجب على العقل معارضة القوة، لأنها عديمة الفائدة إذا هيمنت عليها القوة.

## الانحرافات عن هسيود
تمثل معالجة أسطورة بروميثيوس في مسرحية «بروميثيوس مغلولًا» انحرافًا جذريًا عن الروايات السابقة الموجودة في قصيدتي ثيوغونيا (511-616) والأعمال والأيام (42-105) لهسيود، إذ يصور هسيود الجبارَ بشكل أساسي على أنه محتال وضيع وضحية نصف هزلية لبطش زيوس. وغضب زيوس على بروميثيوس هو المسؤول بدوره عن جعل الإنسان مضطرًا إلى كسب قوته بنفسه، إذ كان الآلهة قبل ذلك يوفرون للإنسان جميع احتياجاته. وقد عجلت سرقة بروميثيوس للنار كذلك وصول المرأة الأولى، باندورا، وجرة الشرور خاصتها (المتعارف عليها باسم «صندوق باندورا» بسبب خطأ قديم في الترجمة). غير أنه ما من حضور لباندورا في «بروميثيوس مغلولًا»، إضافة إلى أن بروميثيوس يتحول إلى محسن للبشر وصانع ملوك إلهي بدلًا من كونه موضع لوم على المعاناة البشرية.